# Eisenoxidgelb

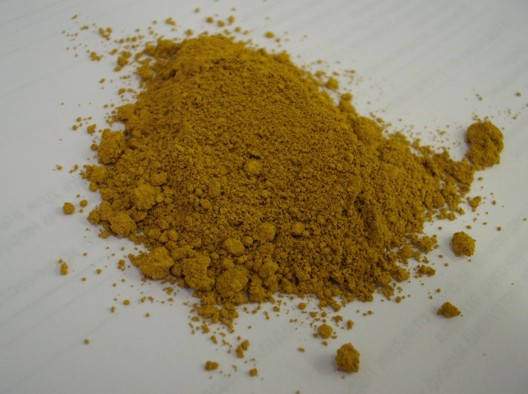
Eisenoxidgelb C.I. Pigment Yellow 42

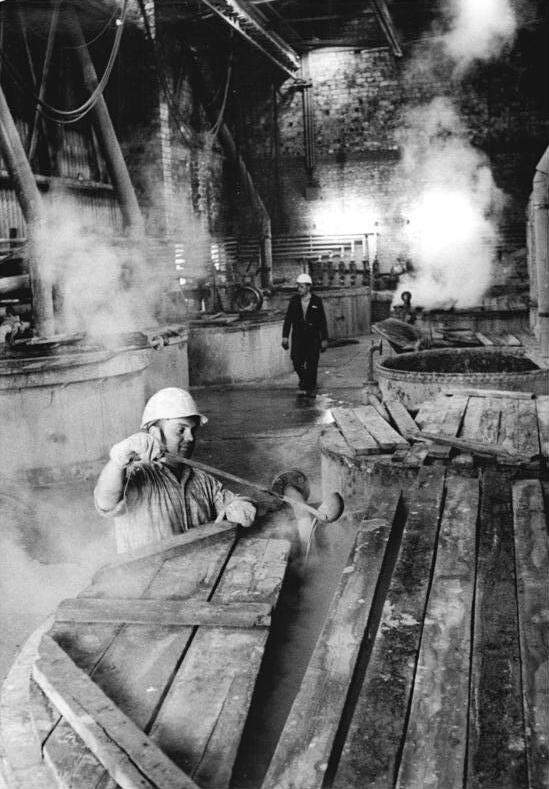
Historische Produktion von Eisenoxidgelb im VEB Kali-Chemie Berlin, 1980

Eisenoxidgelb, auch Oxidgelb, Eisengelb, veraltet Oxydgelb; chemisch Eisenoxidhydroxid (αFeO(OH) als Goethit; dies kann bei gleichem Verhältnis der Elemente auch als Fe2O3·H2O geschrieben werden) ist ein gelbes Pigment. Weitere Namen sind Ferritgelb (oder Feringelb) sowie Marsgelb (gipshaltige Sorten amorpher Struktur), als Handelsname auch Ockergelb oder Goldocker.

## Verwendung
Das Pigment ist in der Farbe ähnlich wie natürlicher Goldocker und wird mit DIN 3:6:1 angegeben. In Kosmetikprodukten wird es in der Liste der Inhaltsstoffe als CI 77492 (INCI) aufgeführt. 